# Digitale Daten
Digitale Daten (englisch digital data) sind in der Informationstheorie und -technik diskret dargestellte Daten, die als Informationen oder Nachrichten dienen.

## Allgemeines
Umgangssprachlich versteht man unter digitalen Daten oft elektronisch gespeicherte oder elektronisch versendete Text-, Grafik-, Video- oder Audiodateien. Seltener und fälschlicherweise auch Metainformationen, die bei der Benutzung von Computern oder des Internets entstehen und Aufschluss über die Person liefern können.
Nach der Darstellungsform von Daten unterscheidet man analoge Daten, die aus kontinuierlichen Funktionen bestehen und ein direktes Abbild der dargestellten Größen sind, und digitale Daten, die nur aus Zeichen bestehen. Analoge Daten sind beispielsweise Bilder, Texte, Zeichnungen, Zeitungen oder die auf analogen Datenträgern (Film, Notenschrift, Schallplatte) gespeicherten Daten.
„Digital“ bedeutet in diesem Zusammenhang, dass Binärzahlen verwendet werden. Die ehemalige Vorschrift DIN-Norm 44300 (Nr. 19) definierte digitale Daten ab 1985 als „aufgrund bekannter oder unterstellter Abmachungen zum Zwecke der Verarbeitung codiert dargestellte Informationen“. Digitale Daten sind demnach „dargestellte Information“, nicht aber selbst Information. Diese DIN-Norm wurde ersetzt durch ISO/IEC 2382 (2015), die sie als „interpretierbare Darstellung von Information in formalisierter Art, geeignet zur Kommunikation, Interpretation oder Verarbeitung“ definiert. Digitale Daten sind eine Folge von Bits, denen eine bestimmte Bedeutung beigemessen wird.

## Prozessablauf
Digitale Daten werden erzeugt durch Digitalisierung, also Umwandlung von analogen, also stufenlos darstellbaren Werten bzw. das Erfassen von Informationen über physische Objekte in Formate, die sich zu einer Verarbeitung oder Speicherung in digitaltechnischen Systemen eignen. Nach der Digitalisierung können sie effizient und fehlertolerant (z. B. durch Prüfsummen) übertragen und gespeichert werden. Die Datenspeicherung erfolgt auf digitalen Datenträgern (wie Compact Disc oder DVD).

## Eigenschaften
- Die Herstellungskosten digitaler Daten sind meist hoch.
- Die Reproduktionskosten dagegen sind sehr gering. Digitale Daten können theoretisch ohne Mehrkosten beliebig oft zur Verfügung gestellt werden.
- Es entstehen keine Qualitätsverluste durch Kopieren.
- Digitale Daten können zentral bereitgestellt werden und sind dann unmittelbar und überall gleichzeitig verfügbar.
- Digitale Daten in elektronischer Form zeichnen sich durch Nicht-Rivalität aus, d. h. ein Buch in physischer Form kann beispielsweise nur immer von einer Person in einer Bibliothek ausgeliehen werden. Steht das Buch hingegen elektronisch zur Verfügung, kann es von beliebig vielen Personen gleichzeitig ausgeliehen werden.

## Rechtsfragen
Digitale Daten sind keine Sachen im Sinne des § 90 BGB, und Eigentum ist gemäß § 903 BGB zwingend an eine Sache als Rechtsobjekt geknüpft. Eine entsprechende Anwendung dieser Normen auf rein virtuelle Gegenstände scheidet aufgrund des klaren Wortlauts aus. Eigentum kann mithin an digitalen Daten nicht begründet werden. Wenn digitale Daten auf einem physischen Trägermedium gespeichert sind, werden sie als Teil des Eigentums an diesem Medium betrachtet, ebenso auf anderen digitalen Speichermedien wie Speicherchips.